# Alliance évangélique du Canada
Pour les articles homonymes, voir Alliance évangélique et EFC.
L'Alliance évangélique du Canada (AÉC) (en anglais : Evangelical Fellowship of Canada ou EFC) est une alliance évangélique nationale, affiliée à l'Alliance évangélique mondiale.  Elle regroupe 43 confessions chrétiennes évangéliques, 66 organismes, 38 institutions d'éducation et 600 églises locales et 2 millions de chrétiens au Canada. Son siège se situe à Richmond Hill. Son président est David Guretzki.  

## Histoire
L'Alliance évangélique est fondée en 1964 à Toronto ,,. Harry Faugh, un pentecôtiste, devient le premier président.  Elle est intervenue dans de nombreux projets de loi gouvernementaux, touchant la liberté de religion, la définition du mariage, la lutte contre la prostitution, et l'avortement. 
En janvier 2023, David Guretzki devient président de l'AEC.

## Statistiques
En 2024, elle regroupe 43 confessions chrétiennes évangéliques membres, 66 organismes, 38 institutions d'éducation et 600 églises locales au Canada. Elle affirme représenter près de 2 millions de chrétiens.

## Croyances
L’alliance a une confession de foi évangélique . Elle est membre de l’Alliance évangélique mondiale .

## Programmes
L’alliance a des programmes d’évangélisation, de soutien humanitaire et de protection des valeurs chrétiennes dans la société .